# كوليو (مغني)
كوليو واسمه الحقيقي ارتيس ليون آيفي الإبن (بالإنجليزية: .Artis Leon Ivey Jr) (ولد في 1 أغسطس 1963، مونيسين (بنسيلفانيا) - 28 سبتمبر 2022، لوس أنجلوس) هو مغني راب وممثل أمريكي. حقق شهرة عالمية من خلال أغنية جنة العصابات التي استعملت كموسيقى تصويرية لفيلم عقول خطرة، حاصدة عدة جوائز موسيقية عالمية.

## روابط خارجية
- كوليو على موقع IMDb (الإنجليزية)
- كوليو على موقع روتن توميتوز (الإنجليزية)
- كوليو على موقع ألو سيني (الفرنسية)
- كوليو على موقع ميوزك برينز (الإنجليزية)
- كوليو على موقع رولينغ ستون (الإنجليزية)
- كوليو على موقع أول موفي (الإنجليزية)
- كوليو على موقع إن إن دي بي (الإنجليزية)
- كوليو على موقع أول ميوزيك (الإنجليزية)
- كوليو على موقع أول ميوزيك (الإنجليزية)
- كوليو على موقع ديسكوغز (الإنجليزية)
- كوليو على موقع ديسكوغز (الإنجليزية)